# Aikaterini Deli
Aikaterini Deli (12 de janeiro de 1975) é uma ex-basquetebolista profissional grega.

## Carreira
Aikaterini Deli integrou a Seleção Grega de Basquetebol Feminino, em Atenas 2004, que terminou na sétima posição.